# August Johann Rösel von Rosenhof

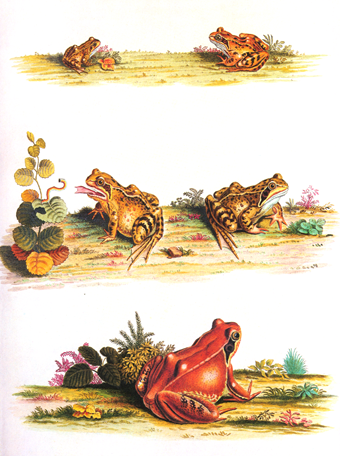
Plancha de ilustraciones de ranas de Historia Naturalis Ranarum Nostratium

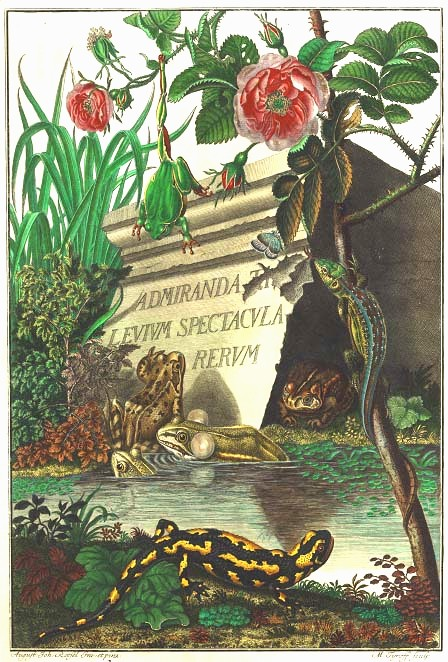
una plancha de Rosenhof

 August Johann Rösel von Rosenhof (30 de marzo de 1705, Augustenburg, Arnstadt–27 de marzo de 1759, Núremberg) fue un pintor de miniaturas, naturalista, entomólogo alemán. Con sus imágenes precisas, muy detalladas de los insectos fue reconocido como una figura importante en la moderna entomología.

## Biografía
Descendía de una "noble familia de Austria", nació como August Johannes Rösel. Y se modificó en 1753, sin duda, en el honor de su tío, el pintor de animales Wilhelm Rösel von Rosenhof. El padre de Rösel murió cuando él era muy joven y fue su tío quien le dio una educación artística después de su madrina, la princesa Augusta Dorothea von Arnstadt-Schwarzburg, que ya había detectado su talento. Continuó estudios de arte en la Academia de Bellas Artes de Núremberg (1724–1726) donde se convirtió en un pintor muy referente de retratos y miniaturas, lo que le permitió unirse a la Corte danesa de Copenhague en 1726. Allí permaneció dos años antes de regresar a Alemania, una vez más a Núremberg.
Recuperándose de una enfermedad, descubrió la obra de Anna Maria Sibylla Merian, Metamorphosis insectorum Surinamensium (1647–1717) en la que describe insectos y otros animales que observó en Surinam. Rösel concibió la idea de escribir e ilustrar un texto similar de la fauna germana.
En 1737, se casó con Elisabeth Maria, hija del cirujano, fisiólogo y poeta Michael Bertram Rosa. Su talento artístico le dio una muy buena reputación viviendo cómodamente con la pintura y pudiendo utilizar su tiempo libre para observar insectos, anfibios y reptiles en la naturaleza. Hasta recogió huevos y larvas para poder criarlos en casa y estudiar su evolución y su metamorfosis. Sus detalladas observaciones, más útil al ser acompañado por bellísimas ilustraciones fueron publicadas en dos grandes libros. El primero Insecten-Belustigung (Cosas entretenidas sobre insectos), apareció en 1740 y lo dedicó a insectos y otros invertebrados, como anémonas marinas.
Su clasificación de insectos siguió un sistema natural y es considerado como uno de los padres de la entomología germana. La cuarta parte es prácticamente una monografía de la araña Araneus diadematus. La descripción del animal la ilustró con seis placas que muestran las diferencias en la variación de la coloración de la especie. Muestran también disecciones internos. Rosenhof estaba interesado en la producción de seda, pero confundió el ano con la apertura de las glándulas productoras de seda.
Publicó, entre 1751 a 1758, Historia naturalis Ranarum nostratium (Historia natural de las ranas autóctonas) en la que se representa el ciclo de vida de todas las especies de Alemania, su anatomía y su osteología. La calidad de su obra, en particular sus ilustraciones, lo convierten en uno de los más bellos dedicado a esos animales. De estilo rococó,  bebe de la gran tradición de la ilustración anatómica del Barroco pues no evita la atrocidad de la disección y está representada de una forma muy naturalista, los esqueletos de las ranas están representados en posiciones, en las que aun parecen con vida. Fue la primera obra alemana a la altura de las que ya se hacían en Francia e Inglaterra. La segunda parte de la obra, apareció en 1758, prologado por Albrecht von Haller (1708–1777).
Entonces comenzó un trabajo similar en lagartos y salamandras, pero un ataque cerebral lo paralizó y murió un poco más tarde, el 27 de marzo de 1759. Muchas descripciones de especies realizadas por el genial Carlos Linneo se basaron en las descripciones dadas por Rösel.

## Obra
- Insecten-Belustigung 1740

- Historia naturalis Ranarum nostratium/Die natürliche Historie der Frösche hiesigen Landes 1758

- De natuurlyke historie der insecten continuó Christian Friedrich Carl Kleemann 1735-1789 y tradujo al neerlandés Adam Abrahamzoon Moerbeek

## Honores

### Eponimia
- Langosta de Roesel Metrioptera roeseli

## Abreviatura (zoología)
La abreviatura Rosenhof  se emplea para indicar a August Johann Rösel von Rosenhof como autoridad en la descripción y taxonomía en zoología.